# Campodorus elini
Campodorus elini là một loài tò vò trong họ Ichneumonidae.